# 181 Euharis
181 Euharis (mednarodno ime 181 Eucharis) je  velik asteroid v glavnem asteroidnem pasu. 

## Odkritje
Asteroid je odkril francoski astronom Pablo Cottenot 2. februarja 1878 na Observatoriju v Marseillu. Poimenovan je po nimfi iz grške mitologije. 

## Lastnosti
Asteroid Euharis obkroži Sonce v 5,54 letih. Njegova tirnica ima izsrednost 0,202, nagnjena pa je za 18,885 ° proti ekliptiki. Okoli svoje osi se vrti zelo počasi (za en obrat potrebuje več kot 24 h), premer asteroida pa je 106,66 km .